# Sebong Lagoi
Sebong Lagoi is een bestuurslaag in het regentschap Bintan van de provincie Riau-archipel, Indonesië. Sebong Lagoi telt 4634 inwoners (volkstelling 2010).